# Јајник
Јајници (лат. Ovarium, грч. Ωοθήκη) парни су женски органи чија је основна улога производња јајних ћелија и лучење полних хормона. Јајници су хомологи органи тестисима (семеницима). Овалног су облика, слични бадему. Најчешће су дуги 3–5 и широки 1,5–3 cm. Јајници такође луче хормоне који играју улогу у менструалном циклусу и плодности. Јајник напредује кроз многе фазе почевши од пренаталног периода до менопаузе. Такође је ендокрина жлезда због различитих хормона које лучи.

## Структура
Јајници се сматрају женским гонадама. Сваки јајник је беличасте боје и налази се уз бочни зид материце у пределу који се зове јајничка јама. Фоса јајника је област која је ограничена спољашњом илијачном артеријом и испред уретера и унутрашње илијачне артерије. Ова област је величине око 4&nbsp;cm x 3&nbsp;cm x 2&nbsp;cm.
Јајници су окружени капсулом, и имају спољашњи кортекс и унутрашњу медулу. Капсула је од густог везивног ткива и позната је као tunica albuginea.
Обично се овулација дешава у једном од два јајника који ослобађају јеје током сваког менструалног циклуса.
Страна јајника најближа јајоводу повезана је са њим инфундибулопелвичним лигаментом, а друга страна је умерена надоле и причвршћена је за материцу преко лигамента јајника.

### Лигаменти
Јајници леже унутар перитонеалне шупљине, са обе стране материце, за коју су причвршћени преко влакнасте врпце која се зове лигамент јајника. Јајници су откривени у перитонеалној шупљини, али су везани за зид тела преко суспензијског лигамента који је задњи наставак широког лигамента материце. Део широког лигамента материце који покрива јајник познат је као мезоријум.
Педикул јајника се састоји од јајовода, мезоваријума, јајничког лигамента и крвних судова.

### Микроанатомија
Површина јајника је прекривена мембраном која се састоји од облога једноставног мезотела у кубоидног до штапићастог облика, званог герминални епител. called the germinal epithelium.
Спољни слој је кортекс јајника, који се састоји од фоликула јајника и строме између њих. У фоликуле су укључени cumulus oophorus, мембрана гранулоса (и гранулоза ћелије унутрашње ње), corona radiata, zona pellucida, и primary oocyte. У фоликулу се такође налазе тека фоликула, антрум и ликворни фоликул. Такође у кортексу је жуто тело изведено из фоликула. Најдубљи слој је медула јајника. Може бити тешко да се направи разлика између кортекса и медуле, али фоликуле се обично не налазе у медули.
Фоликуларне ћелије су равне епителне ћелије које потичу од површинског епитела који покрива јајник. Окружене су гранулозним ћелијама које су се промениле из равних у коцкасте и пролиферирале да би произвеле слојевит епител.
Јајник такође садржи крвне судове и лимфне канале.

## Функција

### Стварање полне ћелије
Смештени су на крајевима јајовода или фалопијан туба, односно непосредно уз њихов отвор. Стационирани су у плитким јамицама (лат. fossa ovarica), на бочним странама горњег дијела мале карлице која се налази на дну трбушне дупље. С обзиром да су парни органи, налазе се обе стране материце.
Јајници се формирају већ у седмој седмици интраутериног развоја (трудноће). У себи садрже одређени број примордијалних, односно првобитних јајних ћелија. Сматра се да број незрелих првобитних јајних ћелија износи око 2 до 3 милиона. Смјештени су у везивном ткиву, тзв. строми јајника, и мирују до пубертета.
Међутим, иако немају већу функцију до пубертета, они непрекидно пропадају, те од почетног броја, од њих остаје 15—20%, односно 400—500.000. Величина примордијалног фоликула износи око 50 до 100 микрометара, а у вријеме овулације досеже обим од 1,5 cm. Почев од пубертета, хипофиза лучењем хормона ФСХ и ЛХ стимулише јајнике на сазревање и лучење полних хормона. У цикличним временским интервалима у јајницима наизменично сазрева по једна јајна ћелија од постојећих ооцита. Иако под утицајем тих хормона, израсту неколико примарних фоликула истовремено, од петог до седмог дана циклуса одабира се само један фоликул, а остали пропадају. 
Око четрнаестог дана менструалног циклуса зрела јајна ћелија бива ослобођена из јајника (овулација) да би могла бити оплођена. Јајна ћелија по пуцању фоликуларне опне доспијева у јајовод, из којег уз помоћ хорионских ресица бива истиснута у материчну шупљину. Зрео фоликул се назива Графов фоликул и као такав способан је за оплодњу наредних 12—24 h. Празан Графов фоликул се трансформише у жуто тело које лучи прогестерон који одржава евентуалну трудноћу. Овај процес траје током фертилног периода жене, односно од пубертета до менопаузе, а током њега се у телу жене ослободи 400—500 јајних ћелија.

### Лучење полних хормона
Поред ове функције, јајници такође имају и ендокрину функцију. Њихов задатак је да током цијелог живота жене производе и два специфична хормона (стероидни хормони): естроген и прогестерон. Естроген се лучи континуирано током читавог живота жене, а прогестерон у другој фази менструалног циклуса и у току трудноће.
У климактеријуму јајник прекида своју функцију произвођача јајних ћелија, чиме се завршава фертилни период жене, односно жена након тога улази у менопаузу и не може затруднети. Јајници у каснијим годинама постепено закржљају, и на крају буду величине коштице шљиве. Упоредо с тиме смањује се и лучење полних хормона у њима.

### Старење јајника
Како жене старе, оне доживљавају пад репродуктивних перформанси што доводи до менопаузе. Овај пад је везан за смањење броја фоликула јајника. Иако је око 1 милион ооцита присутно при рођењу у људском јајнику, само око 500 (око 0,05%) од њих овулира, а остатак се губи. Сматра се да се опадање оваријалне резерве дешава са константним порастом са годинама, и доводи до скоро потпуног исцрпљивања резерве до око 52 године. Како оваријална резерва и плодност опадају са годинама, постоји и паралелно повећање неуспеха трудноћи  и мејотичких грешака које резултирају хромозомски абнормалним зачећем. Резерва јајника и плодност су оптимални у доби од 20-30 година. Око 45. године менструални циклус почиње да се мења и фонд фоликула се значајно смањује. Догађаји који доводе до старења јајника остају нејасни. Променљивост старења може укључивати факторе животне средине, животне навике или генетске факторе.
Жене са наследном мутацијом у гену за поправку ДНК BRCA1 пролазе кроз менопаузу прерано, што сугерише да се природна оштећења ДНК у ооцитима поправљају мање ефикасно код ових жена, а ова неефикасност доводи до раног репродуктивног неуспеха. Протеин BRCA1 игра кључну улогу у типу поправке ДНК који се назива хомологна рекомбинациона поправка и која је једини познати ћелијски процес који може прецизно поправити прекиде дволанчаних ДНК. Титус  су показали да се прекиди дволанчаних ДНК акумулирају са годинама код људи и мишева у примордијалним фоликулима. Примордијалне фоликуле садрже ооците који су у средњем (профаза I) стадијуму мејозе. Мејоза је општи процес у еукариотским организмима којим се формирају заметне ћелије, и вероватно је адаптација за уклањање оштећења ДНК, посебно дволанчаних прекида, из ДНК заметне линије (видети мејоза и порекло и функција мејозе). Хомологна рекомбинациона поправка се посебно промовише током мејозе. Титус  такође су открили да је експресија 4 кључна гена неопходна за хомологну рекомбинациону поправку дволанчаних прекида ДНК (BRCA1, MRE11, RAD51 и ATM) опада са годинама у ооцитима људи и мишева. Они су претпоставили да је поправка двоструког ланца ДНК витална за одржавање резерве ооцита и да пад ефикасности поправке са годинама игра кључну улогу у старењу јајника. Студија је идентификовала 290 генетских детерминанти старења јајника, такође је открила да су процеси одговора на оштећење ДНК укључени и сугерише да би могући ефекти продужења плодности код жена побољшали здравље костију, смањили ризик од дијабетеса типа 2 и повећали ризик од карцинома осетљивог на хормоне.
Могу се користити различите методе тестирања како би се утврдила плодност на основу старости мајке. Многи од ових тестова мере нивое хормона FSH и GnrH. Методе као што су мерење нивоа AMH (антимулеровог) хормона и AFC (број антралних фоликула) могу предвидети старење јајника. Нивои AMH служе као индикатор старења јајника, јер се може одредити квалитет оваријалних фоликула.

## Обољења
- Ванматерична трудноћа
- Синдром полицистичних јајника
- Карциноми јајника

## Bibliography
- Venes, Donald (2013). Taber's cyclopedic medical dictionary. Philadelphia: F.A. Davis. ISBN 9780803629790.